# Hatley (kanton)
Hatley är en kommun av typen kanton (municipalité de canton) i den kanadensiska provinsen Québec. Den ligger i regionen Estrie, i den sydöstra delen av landet, 290 km öster om huvudstaden Ottawa. Antalet invånare var 2 230 vid folkräkningen 2021. Landarean är 72 kvadratkilometer.
Kommunen är officiellt tvåspråkig (franska och engelska), med 78 % fransktalande och 22 % engelsktalande (modersmålstalare) vid folkräkningen 2021.